# Chicoutimi
Chicoutimi je eno od treh okrožij mesta Saguenay, Quebec, Kanada. Do 2002 je bilo samostojno mesto. Ob popisu prebivalstva leta 2001 je imel 59.764 prebivalcev. To je bil tudi zadnji popis, ki je Chicoutimi obravnaval kot ločeno mesto. 